# جونیچی کاوامورا
جونیچی کاوامورا (انگلیسی: Junichi Kawamura؛ زادهٔ ۲۴ ژوئن ۱۹۸۰) بازیکن فوتبال اهل ژاپن است.
از باشگاه‌هایی که در آن بازی کرده‌است می‌توان به باشگاه فوتبال ویسل کوبه اشاره کرد.